# Paradossenus isthmus
Espèce
Paradossenus isthmus est une espèce d'araignées aranéomorphes de la famille des Trechaleidae.

## Distribution
Cette espèce se rencontre au Nicaragua, au Panama et en Colombie au Chocó,.

## Description
La carapace du mâle holotype mesure 3,7 mm de long sur 3,1 mm de large et celle de la femelle paratype mesure 4,1 mm de long sur 3,6 mm de large.

## Publication originale
- Carico & Silva, 2010 : Taxonomic review of the Neotropical spider genus Paradossenus (Araneae: Lycosoidea: Trechaleidae: Trechaleinae) with a new erection of the subfamily Trechaleinae and a key to included genera. Journal of Arachnology, vol. 38, p. 212-236 (texte intégral).